# کانگ یه وون
کانگ یه وون (کره‌ای: 강예원؛ زادهٔ ۱۵ مارس ۱۹۷۹) بازیگر اهل کره جنوبی است. وی از سال ۲۰۰۰ میلادی تاکنون مشغول فعالیت بوده‌است.
از فیلم‌ها یا برنامه‌های تلویزیونی که وی در آن نقش داشته‌است می‌توان به موج جزر و مد اشاره کرد.